# Jana Kantorová-Báliková
Jana Kantorová-Báliková z domu Kantorová (ur. 9 czerwca 1951 w Bratysławie) – słowacka poetka, pisarka i tłumaczka.

## Życiorys
Jana Kantorová uczyła się w szkole średniej w Bratysławie, następnie w latach 1969–1974 studiowała anglistykę i psychologię pedagogiczną na Uniwersytecie Komeńskiego. W latach 1973–77 była redaktorem w czasopiśmie Nové slovo, w latach 1977–90 pracowała w wydawnictwie Slov. spisovateľ, a w latach 1991–92 w czasopiśmie Revue svetovej literatúry. Od 1992 roku zajmuje się zawodowo tłumaczeniami.
Pierwsze wiersze opublikowała w 1973 roku w magazynie Nové slovo, później w innych czasopismach (Revue svetovej literatúry, Romboid, Slov. pohľady, Literárny týždenník, Kultúrny život) oraz w zbiorach młodych autorów: V tomto čase (1973), Dychtivo spolu (1974), Právo na pieseň (1976). W 1976 roku wydała pierwszy własny zbiór poezji Smäd. Od lat 90. poświęciła się głównie tłumaczeniem z literatury anglosaskiej. Tłumaczyła klasyczną i współczesną poezję angielską i amerykańską (William Blake, Robert Browning, Elizabeth Barrett Browning, Samuel Taylor Coleridge, Langston Hughes, Brendan Kennelly, Edgar Allan Poe, Percy Bysshe Shelley, Robert Southey, Oscar Wilde, William Wordsworth) i prozę (Barbara Delinsky, Clark M. H., Lawrence J. Cohen, Thomson Jay Hudson, Evan Hunter, Margaret Mitchell, Danielle Steel). Za swoje tłumaczenia była wielokrotnie nagradzana.

## Wybrane dzieła
- 1976 – Smäd
- 1977 – Opojenie
- 1982 – Na dennom svetle
- 1986 – Pešia zóna
- 1988 – Pevný bod